# Sandown, New Hampshire
Sandown är en kommun (town) i Rockingham County i delstaten New Hampshire i USA med 5 986 invånare (2010). 